# Can Prat (Cabrera de Mar)
Can Prat és una obra de Cabrera de Mar (Maresme) inclosa a l'Inventari del Patrimoni Arquitectònic de Catalunya.

## Descripció
Masia amb teulada a dues vessants. Té tres cossos perpendiculars a la façana, de planta baixa i pis. Portal rodó dovellat i finestres rectangulars amb llinda recta. Rellotge de sol a la part esquerra de la façana i amb una inscripció a sota: "Jo sense sol i tu sense fe no valem re". Adossat al cos principal hi ha un altre cos, també de planta baixa i pis. Tancant el jardí hi ha un alt mur de pedra que impedeix la visió de la casa des del carrer.

## Història
És propietat de la família Prat des de fa més de cent anys.